# درمان مبتنی بر پذیرش و تعهد
درمان مبتنی بر پذیرش و تعهد (به انگلیسی: Acceptance_and_commitment_therapy) (و یا به اختصار ACT)، مخلوطی از ۴ رویکرد توجه آگاهی، پذیرش، تعهد و تغییر رفتار است و هدف کلی آن در نهایت رسیدن به انعطاف‌ پذیری روانی است به گونه ای که نیاز به حذف یا از بین بردن احساس بد نباشد، بلکه به رغم وجود این احساس فرد به سوی رفتار مبتنی بر ارزش اندیشیده حرکت کند. این روش توسط استیون هیز در سال ۱۹۸۲ معرفی شد، و جزو درمانهای موج سوم رفتاردرمانی محسوب می‌شود. دو مبنای فلسفی اکت، بافت گرایی عملکردی و نظریه چارچوب رابطه ای نظریه چارچوب رابطه ای است که ریشه آنها در فلسفه رفتارشناسی رادیکال بی‌اف اسکینر است.

## اهداف اصلی اکت
1. همجوشی زدای شناختی یعنی سعی کند کمتر افکار، تصویرهای ذهنی، احساسات یا خاطرات خود را عینی سازی کند یعنی مانند واقعیت بداند (عملی که ناخوادگاه برای ساده کردن مقوله‌های انتزاعی با عینی کردن آنها انجام می‌شود)
2. به جای اینکه مانند رفتار درمانی شناختی سعی شود افکار یا احساسات ناخوشایند کنترل شود، این رویدادهای ذهنی فقط مشاهده و پذیرفته شوند
3. در لحظه حال حضور داشته باشد (توجه آگاهی) علاقه به لحظه حال نشان دهد و باز باشد
4. خود متعالی فرد کشف شود و فرد به جنبه ای از خودش که نظاره گر رویدادهای زندگی و وقایع زندگی اش است دست یابد
5. فرد بتواند ارزشهای خودش را روشن کند دربارهٔ آنها بیندیشد تا زندگی معنامند کرده و انعطاف‌پذیری روانی اش را افزایش دهد.
6. عمل متعهدانه در جهت رسیدن به ارزشها[۲]

## سایکوپاتولوژی از نظر اکت
رنج روانی فرد به دلیل افسردگی یا اضطراب نیست بلکه دلایل رنج عبارتند از:
1. همجوشی با افکار (آنچه که می‌اندیشم واقعیت است)
2. اجتناب از تجربه درونی و سعی در حذف یا کم کردن تجربیات ذهنی ناخوشایند.
3. زندگی در حسرت گذشته یا ترس از آینده.
4. چسبیدن به تصویری نادرست از خود که بر اساس روایتی تحریف شده و تمرکز بر ناتوانیها ایجاد شده.
5. واضح نبودن ارزشها و تمرکز صرف بر مشکلات.
6. بی عملی، اجتناب و تکانشی رفتار کردن.